# Trichomanes kirkii
Trichomanes kirkii là một loài thực vật có mạch trong họ Hymenophyllaceae. Loài này được Hook. miêu tả khoa học đầu tiên năm 1867.